# Elezioni federali in Svizzera del 1851
Le elezioni federali si svolsero in Svizzera il 26 ottobre 1851. La Sinistra Radicale rimase il gruppo più numeroso del Consiglio nazionale, vincendo 78 dei 120 seggi. 

## Sistema elettorale
Le elezioni si tenevano ai sensi della legge federale in merito alle elezioni del Consiglio nazionale, che erano state approvate il 21 dicembre 1850. I 120 membri del Consiglio nazionale furono eletti in 49 collegi elettorali a uno o più membri; c'era un seggio per ogni 20.000 cittadini, con seggi assegnati ai Cantoni in proporzione alla loro popolazione. La legge del 1850 ridusse il numero di collegi elettorali da 52, ma aumentò il numero di seggi da 111; Argovia, Glarona, Lucerna, Neuchâtel, Vaud e Zurigo hanno guadagnato un posto ciascuno, mentre Berna ha guadagnato tre posti. La legge ha anche fissato la data delle elezioni come l'ultima domenica di ottobre e ha introdotto un mandato di tre anni.
Le elezioni si sono svolte utilizzando un sistema a tre turni; i candidati dovevano essere eletti al primo o al secondo turno per essere eletti; se andava al terzo round, era necessaria solo una pluralità. Gli elettori potevano esprimere tutti i voti quanti erano i seggi nel loro collegio elettorale. In sei cantoni (Appenzello Interno, Appenzello Esterno, Glarona, Nidvaldo, Obvaldo e Uri), i membri del Consiglio nazionale sono stati eletti dalla Landsgemeinde.

## Risultati
| Sinistra Radicale      | 53,1% | 78  |
| Cattolici Conservatori | 15,5% | 16  |
| Liberali Moderati      | 13,6% | 16  |
| Destra Evangelica      | 13,5% | 7   |
| Sinistra Democratica   | 4,1%  | 3   |
| Indipendenti           | 0,2%  | 0   |
| Voti totali            | 100%  | 111 |